# Heißdampf
Heißdampf ist die Bezeichnung für Wasserdampf, der auf eine höhere Temperatur als die dem Überdruck entsprechende Siedetemperatur gebracht wurde. Er hat eine Temperatur von 300 bis 600 °C.
Heißdampf wird durch einen Überhitzer direkt oder nach seiner Entnahme aus dem Produktionsprozess im Dampfkessel weiter erwärmt, ohne gleichzeitig den Druck zu erhöhen. Je höher die Temperatur, desto größer ist auch der Wirkungsgrad des Prozesses.
Wird der Heißdampf zum Betrieb von Dampfturbinen direkt aus dem Wasser erzeugt, wird er Frischdampf genannt. Der dem Arbeitsprozess entnommene und in einem Zwischenüberhitzer nochmals erwärmte Dampf wird üblicherweise Zwischendampf genannt.

## Heißdampf bei Dampflokomotiven
Bei Dampflokomotiven führten im Jahr 1896 erstmals Wilhelm Schmidt und Robert Garbe Heißdampf bei den Preußischen Staatseisenbahnen ein, indem sie den Bau von zwei Versuchslokomotiven der Preußischen S 3 mit dem Flammrohrüberhitzer nach Bauart Schmidt in Auftrag gaben. Die beiden Lokomotiven wurden im Jahr 1898 geliefert. Bei deren Erprobung zeigten sich folgende Vorteile des Heißdampfs:
1. Bezogen auf seine Masse hat Heißdampf mehr Volumen und so muss weniger Masse als Dampf erzeugt werden.
2. Die Kondensation von Dampf zurück zu Wasser wird unterbunden und damit geht weniger Energie verloren.

Aufgrund dieser Vorteile konnte sich der Heißdampf bei Dampflokomotiven weltweit durchsetzen.

## Weitere Verwendung
Heißdampf wird auch zum Dämpfen (Bodendesinfektion) genutzt.
In der chemischen Industrie wird Heißdampf als Energieträger zum Transport von Wärme genutzt, zum Beispiel beim Beheizen von Armaturen wie Ventilen, Detonationsschutzapparaturen u. v. m.